# Begonia cumingiana
Begonia cumingiana là một loài thực vật có hoa trong họ Thu hải đường. Loài này được (Klotzsch) A.DC. mô tả khoa học đầu tiên năm 1864.